# Cobalt Networks
Cobalt Networks公司於1996年在加州的山景城成立，是一家專門研發產製低價Linux伺服器（也稱：伺服器）的業者，當時稱為Cobalt Microserver Inc.。該公司也是易用型伺服應用機（Server Appliance，也稱：精簡型伺服器）的先鋒業者，而產品的訴求用戶主要為網際服務供應商（Internet Service Provider；ISP）及中小企業（Small & Medium Business；SMB），用戶可以透過具安全防護性的遠端遙控、傳輸來操作管理伺服應用機，該機自身已具多種智慧型（也稱：智能型）的網路環境與組態（也稱：配置）偵測能力，並自行完成多數的合適設定，使用者只要就數個簡單項目進行檢視、調整，就可立即享用網路服務，往後在維護管理上也相當輕鬆省力。
之後到了1999年11月5日，Cobalt公司成功的完成首次公开募股（Initial Public Offerings；IPO），其NASDAQ股票代號為COBT，股票首次掛牌公開發行後，從最初的22美元一路飆漲到128.13美元坐收。一年後，昇陽電腦（Sun Microsystems）以換股方式併購Cobalt Networks公司，昇陽電腦期望透過此一併購能夠與其他Linux伺服器的業者競爭。
不過，Cobalt成為昇陽電腦的新系列產品線後（Cobalt一稱從公司名稱轉變成產品的系列名稱），除了有些初期的成功外，之後就逐漸不斷地走弱，到了2003年已停產多款Cobalt系列的產品，到了2004年2月19日則完全停產Cobalt系列的各項產品，但昇陽電腦仍承諾持續提供三年的後續支援服務，自此Cobalt完全走入歷史。最後昇陽電腦將Cobalt產品的軟體、韌體程式釋出成開放原碼（也稱：源代碼）。

## 附註
1. ^  - 昇陽電腦當時提供的股數再對應當時昇陽電腦在NASDAQ的股價（每股約65美元），如此換股併購的金額約在20億美元左右。
2. ^  - 許多市場分析觀察家認為，昇陽電腦成立以來最大且最失敗的併購案即是收併Cobalt Networks，不過觀察家也認為昇陽電腦之後所收購的SeeBeyond、StorageTek等公司也可能成為一場大賭注。

## 相關參考
- Cobalt開放原碼軟體的貯庫：BlueQuartz -（英文）
- 發酸的市場致使Linux概念股跌破首次公開掛牌時的股價（CNET） -（英文）
- 昇陽電腦的Cobalt伺服器軟體以開放原碼方式重生（eWeek.com）[] -（英文）
- 昇陽停產Cobalt精簡型伺服器[永久] -（中文）